# Рауль I (король Франции)
Рауль I (Рауль Бургундский; фр. Raoul, Rodolphe; ок. 890 — 15 января 936, Осер) — герцог Бургундии в 921—923 годах, король Западно-Франкского королевства в 923—936 годах.

## Биография

### Происхождение
Рауль был сыном герцога Бургундии Ричарда I Заступника и Аделаиды Осерской. Его дядьями были короли Рудольф I Бургундский, Карл II Лысый и Бозон Прованский.

### Провозглашение Рауля королём
В 921 году Рауль наследовал своему отцу и стал герцогом Бургундии, графом Отёна и Аваллона, светским аббатом Сен-Жермен д'Осер и Сен-Коломб де Санс.
В 922 году Рауль, как ближайший соратник короля Роберта I Французского в его войне против Карла III Простоватого, женился на его дочери Эмме Французской, сестре Гуго Великого, герцога франков, и Аделы, жены графа Герберта II де Вермандуа.
После того как Роберт пал в битве под Суассоном 15 июня 923 года, ряд крупных феодалов королевства, не желая передавать корону Карлу Простоватому, устроили выборы короля. Гуго Великий благоразумно отказался от короны (он опасался, что с оставлением своих графств потеряет своё влияние на магнатов). После этого выбор баронов пал на Рауля Бургундского, и 13 июля 923 года он был коронован в соборе аббатства Святого Медара в Суассоне. Кандидатура Рауля, поддержанная в Нейстрии, удовлетворяла на первых порах и Герберта II, графа Вермандуа.

### Мятежи вассалов
Первые годы правления Рауля в королевстве царила анархия. Рауль, несмотря на свои дарования, никак не мог добиться своего признания от всех феодалов, многие из которых продолжали держать сторону пленённого Карла Простоватого. Против Рауля выступили аквитанские графы, фламандцы и лотарингцы. Так, Гизельберт Лотарингский, в стремлении утвердить своё превосходство, сталкивается с братом Рауля, графом Бозоном, расположившимся на юге Лотарингии и владеющим, в частности, аббатствами Горца, Ремирмона и Муаенмутье. Гизельберт призвал на помощь короля Восточно-Франкского королевства (Германии) Генриха I Птицелова, который в 923 году покорил большую часть Лотарингии. Рауль, собрав большое войско, пошёл к Мозелю и вынудил его отступить, тогда Гизельберт был вынужден присягнуть западно-франкскому королю как вассал. Однако в 925 году война возобновилась. Генрих взял Цюльпих, и Гизельберт изменил прежней присяге. После этого всё герцогство почти без всякого сопротивления было завоёвано немцами. Раулю в это время было не до Лотарингии.

### Войны с норманнами

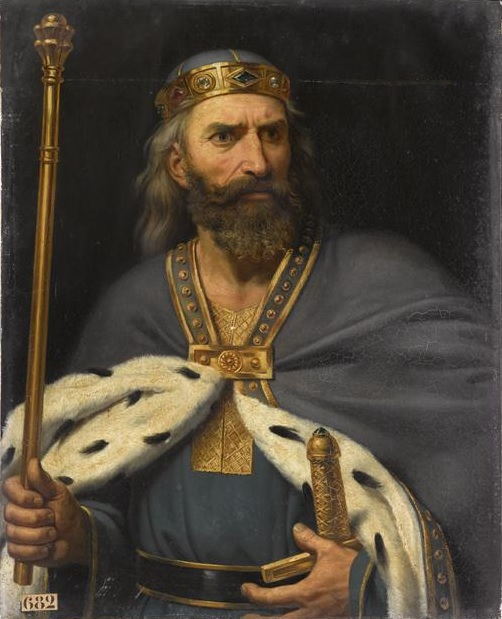
Франсуа Луи Дежуэн. Король Рауль I в представлении художника. 1838, Версаль.

В 924 году Рауль дал бой на берегу Уазы норманнам во главе с Роллоном, которого призвал на помощь Карл Простоватый перед тем, как его 17 июля 923 г. предательски захватил Герберт II де Вермандуа. Норманны были разбиты, и Рауль преследовал их до Нормандии, пока Роллон не запросил мира. В обмен на его обещание прекратить разбойничьи набеги Рауль пожаловал ему ряд территорий. В конце того же года, 6 декабря 924 года, Рауль при Шальмоне наносит страшное поражение другому вождю викингов, Рагенольду.
Летом 925 года норманны снова нарушили мир, и Рауль собрал большую армию. С помощью Герберта II, Эльго де Понтьё, Арнульфа I Фландрского и его брата Адалольфа Булонского Рауль снова одержал крупную победу. Однако в следующем году норманны взяли реванш и в битве при Фокемберге (около Теруанна) разбили королевское войско. В этом сражении погиб Эльго де Понтьё, а Рауль, тяжело раненый, отступил к Лану. Норманны ограбили и опустошили земли до самых границ с Лотарингией. Рауль вынужден был заключить невыгодный мир.

### Попытки Рауля купить верность вельмож
Постоянные возмущения вельмож Рауль должен был смягчать новыми пожалованиями. За поддержку против норманнов Герберт II де Вемандуа получил крепость в Перонне, а затем, в 925 году, после смерти архиепископа Сеульфа, резиденцию в Реймсе для своего сына Гуго. В 926 году умер Роже I, граф Лана, и Герберт II де Вермандуа потребовал графство Ланнуа для своего старшего сына Эда. Рауль воспротивился этому, но путём шантажа, присягнув на верность Генриху Птицелову, угрожая вернуть на трон Карла Простоватого, Герберт II в 929 году добился своего. В то же время, в 923 году сын Роберта I, Гуго Великий, завладел большим графством Мэн. Герцог Аквитании Гийом II Молодой, преемник Гийома I Благочестивого, обратился в начале 924 года к королю и выторговал себе Берри, завоёванный Раулем в 919 году с помощью Роберта. На западе Роллон уступил Гуго Великому Ле Ман и Байё, а в 933 году его сын Вильгельм Длинный Меч, обидевшись, получил в утешение от короля Котантен и Авранш. Таким образом, король интересовал вельмож только в том случае, если он служил их собственному обогащению или, по крайней мере, не мешал ему.

### Смерть Карла Простоватого
После смерти Карла Простоватого, последовавшей 7 октября 929 года, позиции Рауля значительно укрепились. Ряд крупных вассалов короны признают его королём. Так, в 930 году герцог Вильгельм Длинный Меч, который сменил своего умершего отца Роллона, приносит ему оммаж. В 932 году ему принесли присягу граф Тулузский Раймунд III Понс, граф Руэрга Эрменгол и герцог Гаскони Луп, которого считают одним лицом с Саншем IV Гарсией. Номинально Рауль был признан во всех областях королевства, но это не прибавило ему покоя.

### Распря между Гербертом II Вермандуаским и Гуго Великим

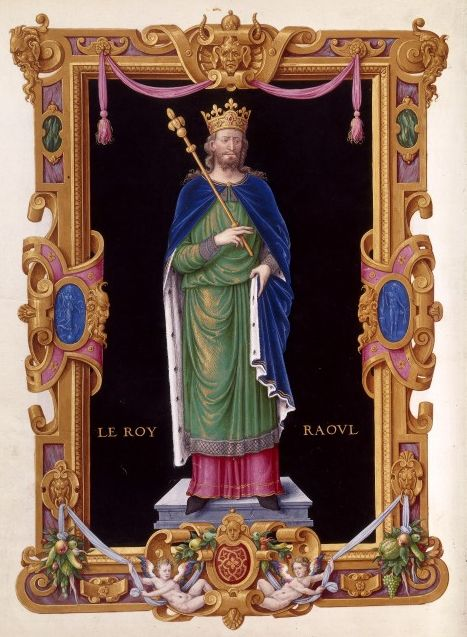
Рауль, король Франции (изображение из Национальной библиотеки Франции)

Экспансия Герберта II Вермандуаского перешла все границы, приемлемые для маркиза Нейстрии Гуго. Помимо Реймса и Лана, Герберт распространил свою власть на Амьенуа, Вексен и Аррас; в зоне его влияния находились также Бове и Санлис. Он стал хозяином могущественных епископств — Нуайона, Суассона, Шалон-сюр-Марна. Он подчинил себе владельцев Дуэ, Мондидье и Монтрей.
Поводом к распре послужила ссора в 930 году между Гербертом II де Вермандуа и Гуго Великим, герцогом Французским, из-за архиепископской кафедры в Реймсе. Король, гневаясь на Герберта и зная его вероломство, встал на сторону Гуго, помог ему овладеть Денэ, крепостью вермандуасцев, и разрушить её. Также он осадил и взял Аррас, пленил его жителей и заставил дать клятву. Потом Рауль отступил, но когда он полагал, что может быть спокоен, Герберт II де Вермандуа захватил замок Витри-ан-Пертуа, принадлежащий Бозону, младшему брату Рауля, пошёл на короля и учинил в его областях страшные пожары и грабежи, а также взял и разрушил крепость Гуго Брен. Потерпев это поражение, король собрал войско и в 931 году внезапно подступил к Реймсу. Когда его отказались впустить, он начал осаду и жестоко донимал сопротивляющихся горожан. Угнетённые многочисленными атаками, они на третью неделю открыли ворота и просили о милости. Рауль и Гуго Великий выгнали оттуда сторонников графа Вермандуа и архиепископа Гуго, сына Герберта II, и поставили там архиепископом монаха Артольда из Сен-Реми.
Затем король и Гуго осадили Герберта II в Лане. Не выдержав тяжёлой осады, тот попросил у короля позволения покинуть этот город. Рауль вошёл в Лан и завладел крепостью, за исключением башни, которой владела жена Герберта. Вслед за тем были взяты опорные пункты Герберта в его собственных владениях: Сен-Медар в Суассоне, Амьен, Сен-Кантен, Шалон, Шато-Тьерри. Однако, вскоре он получил помощь от короля Генриха I Птицелова и опустошил земли вокруг Реймса и Лана. В 935 году Герберт II де Вермандуа заключил мир с Раулем, вернувшим ему большую часть его владений, за исключением Реймса, Шато-Тьерри и Лана. Решающую роль в заключении мира сыграл король Германии Генрих Птицелов. В 935 году Рауль и его брат Бозон окончательно принимают германское владычество в Лотарингии. С этого времени вмешательство германских королей в дела западных франков всё усиливается, приобретая форму настоящей опеки.
В 935 году в Шампань и Бургундию вторглись венгры. Рауль нанёс им поражение и отбросил их за пределы своего королевства.

### Смерть Рауля Бургундского
2 ноября 934 года умерла королева Эмма Французская, а 15 января 936 года, после 13 лет неспокойного царствования, умер в Осере от «заразной болезни» и король Рауль. Он был похоронен в церкви аббатства Сен-Коломб около Санса.
Рауль не оставил потомства и в герцогстве Бургундском ему наследовал его брат Гуго Чёрный. Корона же Западно-Франкского королевства возвращается к династии Каролингов в лице Людовика IV Заморского.